# Tadeusz Panuś
Tadeusz Panuś (ur. 17 marca 1960 w Myślenicach) – polski prezbiter katolicki, profesor nauk teologicznych i kierownik Katedry Katechetyki na Uniwersytecie Papieskim Jana Pawła II w Krakowie. Proboszcz kolegiaty św. Anny w Krakowie. Autor licznych podręczników katechetycznych i konsultor Komisji Wychowania Katolickiego Konferencji Episkopatu Polski.

## Życiorys
Uczęszczał do V Liceum Ogólnokształcącego im. Augusta Witkowskiego w Krakowie, gdzie zdał maturę w 1979 roku. Ukończył Wyższe Seminarium Duchowne Archidiecezji Krakowskiej oraz został absolwentem Papieskiej Akademii Teologicznej w Krakowie. Święcenia kapłańskie przyjął 19 maja 1985 z rąk kardynała Franciszka Macharskiego. W latach 1987–1992 pełnił funkcję administratora parafii św. Wojciecha i Matki Bożej Bolesnej w Modlnicy. W 1992 obronił doktorat z teologii pastoralnej na Katolickim Uniwersytecie Lubelskim Jana Pawła II. W 2002 roku habilitował się na Papieskiej Akademii Teologicznej, a w 2011 roku uzyskał tytuł profesora nauk teologicznych. Od 2012 roku pełni funkcję proboszcza kolegiaty św. Anny w Krakowie.

## Działalność
Tadeusz Panuś jest rzeczoznawcą ds. oceny programów nauczania religii i podręczników katechetycznych Komisji Wychowania Katolickiego Konferencji Episkopatu Polski. Obszar jego badań naukowych obejmuje: tworzenie nowych podręczników katechetycznych, organizację warsztatów i tworzenie pomocy dydaktycznych dla katechetów, ocenę i bilans rozwoju działalności katechetycznej w XX wieku, oraz poszukiwanie nowych kierunków rozwoju katechezy w XXI wieku. Równocześnie jest ekonomem Kapituły Kolegiackiej św. Anny w Krakowie, wicedziekanem dekanatu Kraków-Centrum i koordynatorem Duszpasterstwa Pracowników Nauki. Jest autorem ponad 30 monografii, oraz blisko 80 artykułów książkowych i w czasopismach.